# استان کونه‌نه
استان کونه‌نه (به لاتین: Cunene Province) یکی از استان‌های کشور آنگولا است.

## خصوصیات
استان کونه‌نه ۸۷٬۳۴۲ کیلومترمربع مساحت و ۹۶۵٬۲۸۸ نفر جمعیت دارد.